# Fräkmüntegg

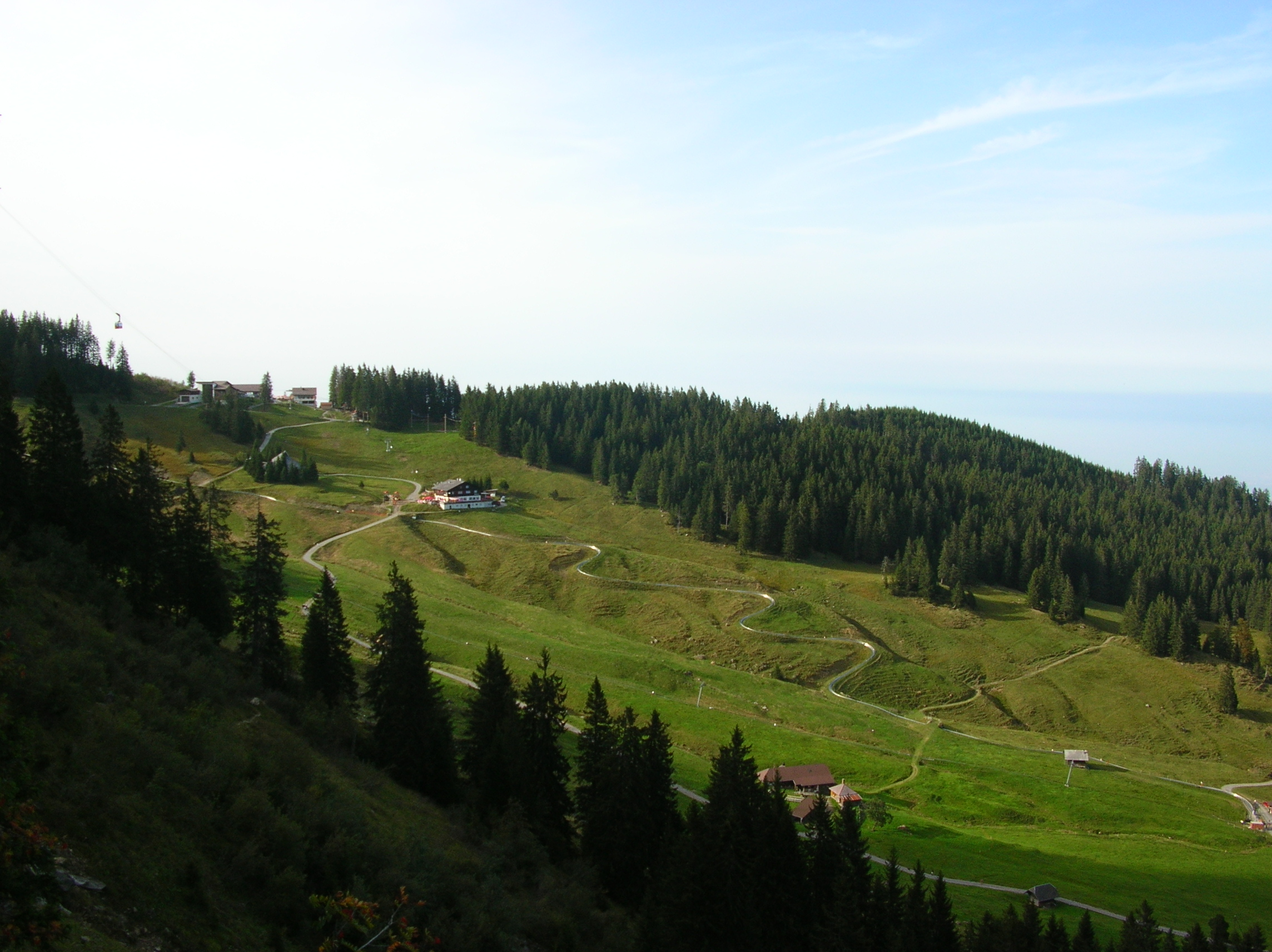
Blick auf die Fräkmüntegg mit Bahnstation und Rodelbahn auf der Alp Fräkmünt

Die Fräkmüntegg ist ein nordöstlicher Ausläufer des Pilatus in den Emmentaler Alpen. Der Grat bildet ab einer Höhe von 1469 m ü. M. die Grenze zwischen den Kantonen Luzern und Nidwalden. Auf der Fräkmüntegg befindet sich eine Zwischenstation der Luftseilbahn von Kriens auf den Pilatus, und sie ist ein Ausflugsziel mit mehreren Attraktionen. Unterhalb der Egg (= Bergkante) befindet sich die Alp Fräkmünt.

## Etymologie
Im Mittelalter hiess das Pilatusmassiv Mons fractus (deutsch: gebrochener Berg), Frakmont oder Fräkmünd. Der älteste Bezug stammt von etwa 1100 unter dem Namen fractus mons. Der Begriff ist in der Fräkmünt und der Fräkmüntegg erhalten geblieben.

## Touristik
Die Fräkmüntegg wurde im Jahre 1954 mit der Gondelbahn Kriens-Krienseregg-Fräkmüntegg durch die ehemalige Kriensereggbahn AG (Tochtergesellschaft der damaligen Pilatusbahn-Gesellschaft) touristisch erschlossen. Es handelte sich dabei um eine Anlage nach dem System Bell/Wallmannsberger. 1956 kam die Luftseilbahn von der Fräkmüntegg auf den Pilatus hinzu. Beide Bahnen wurden 1996 bzw. 1983 erneuert.
1902 wurde unterhalb der Fräkmüntegg auf der Fräkmüntalp das Kurhaus Fräkmünt erbaut. Dieses wurde 1915 durch eine Lawine und erneut 1969 durch einen Brand zerstört. Das Berggasthaus Fräkmüntalp wurde danach an einer anderen Stelle erstellt. In der Nacht auf den 31. Januar 2008 fiel das Ausflugsrestaurant Fräkmüntalp erneut einem Brand zum Opfer. Auf der Fräkmüntegg befindet sich auch das 1955 errichtete Restaurant Fräkmüntegg.
Die Fräkmüntegg war auch ein beliebtes Skigebiet mit zwei Skiliften und den Talabfahrten nach Hergiswil und Kriens. In den 80er-Jahren bestanden Pläne zum Ausbau des Skigebiets, diese wurden jedoch fallen gelassen. Der Skibetrieb wurde 1994 eingestellt, der Skilift auf Mülimäss abgerissen und der Skilift auf der Fräkmüntalp für die Rodelbahn umfunktioniert. Heute gehört das ehemalige Skigebiet den Schlittlern.
Unterhalb der Egg (Bergkante) ist die Sommerrodelbahn Fräkigaudi. Mit 1350 Metern ist sie eine der längsten Sommerrodelbahnen der Schweiz. Etwas weiter unten befindet sich der Seilpark Pilatus Seilpark. Die Fräkmüntegg ist auch beliebtes Ziel von Mountainbikern und Wanderern.

## Kapelle
1960/61 wurde auf der Alpwirtschaft Fräkmüntalp die Fräkmüntkapelle errichtet, deren Eigentümerin die Kapellenstiftung Fräkmüntegg ist. Die Glasfenster und die Gestaltung der Chorwand stammt von Paul Stöckli.